# Museu del Vidre (Vimbodí i Poblet)
El Museu del Vidre és un museu catalogat com a monument del municipi de Vimbodí i Poblet (Conca de Barberà) protegit com a bé cultural d'interès local.

## Descripció
El forn és a la planta baixa. A la planta superior hi ha l'exposició que cobreix aquesta indústria des dels orígens fins a l'actualitat amb material cedit en gran part pels vilatans, eines i materials.

L'edifici entre mitgeres de planta baixa i dos pisos. Conserva els murs de la planta baixa de la construcció original, encara que el seu interior ha estat totalment reformat. El parament de la planta baixa és de pedra irregular unida sense formar filades i al centre s'obre la porta d'entrada que té la llinda i els brancals de grans carreus de pedra. En els dos pisos superiors la façana sobresurt una mica respecte a la planta baixa i es poden veure unes bigues de fusta aguantant el voladís, motiu que també es repeteix en la separació del primer i segon pis. Aquests dos pisos tenen la façana pintada de blanc i unes línies marrons la recorren de dalt a baix de forma regular. Les obertures del primer pis són rectangulars i allargades mentre que les del segon pis són quadrangulars. La façana està rematada per una cornisa amb un gran voladís.

## Orígens
A Vimbodí hi ha documentat un forn de vidre al segle XII situat a prop de la Font de Nerola, el del vidrier Guillem, on es fabricaven objectes d'ús domèstic i agrícola. La fabricació d'objectes de vidre es va estendre per la disponibilitat de materials per la construcció de forns (argiles) i amb els coneixements d'artesans en les tècniques del bufat. Al Monestir de Sant Benet del Bages hi ha una vinagrera del Segle XIV trobada a Poblet. La producció de vidre, però, va desaparèixer de la zona, i no va tornar fins a principis del segle xx. L'establiment el 1865 de l'estació de ferrocarril a Vimbodí amb moll de càrrega, va permetre facilitar l'extensió de la producció dels objectes que es fabricaven en els diversos forns. El forn del vidre de Vimbodí es va instal·lar al municipi el 1902. La producció vidriera desenvolupada a Vimbodí durant la primera meitat del segle xx va donar renom a la vila, fins i tot més enllà de Catalunya. Vimbodí era considerat el poble del vidre.

## Història i contingut

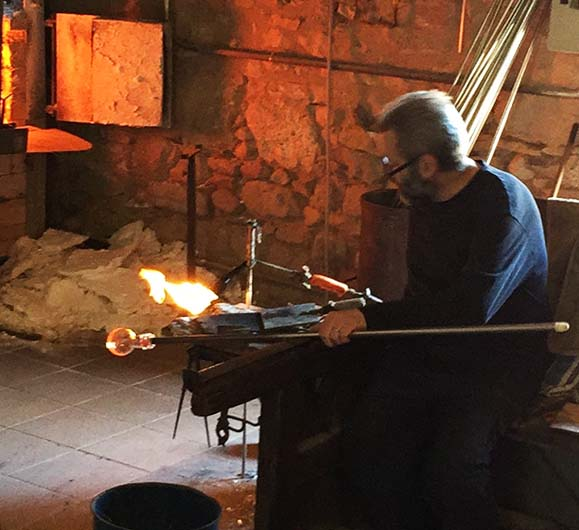
Artesania amb vidre bufat

El Museu del vidre de Vimbodí va obrir al públic el 16 de gener de 1993. Així, s'intentava recuperar la història d'un ofici i la importància que, el vidre bufat, havia tingut a Vimbodí en la primera meitat del segle xx.
Després de diverses propostes i estudis previs, l'any 1989 es finalitzen les obres d'adequació del futur Museu del vidre de Vimbodí, situat en un edifici adquirit per a aquest fi amb la col·laboració del Museu Comarcal, l'Ajuntament de Vimbodí i l'ajut econòmic de la Diputació de Tarragona. A partir d'aleshores, començà el projecte definitiu de creació d'un museu a la primera planta de l'edifici, amb objectes de vidre cedits per la gent del poble. A la planta baixa, es crea, també, un forn de vidre, complement del Museu i d'una futura escola del vidre. El forn, però, no va entrar en funcionament fins al 1996.
El museu, situat al carrer Joan Grinyó, compta amb dues plantes. A la planta inferior hi ha una petita exposició de les peces que actualment es fan al museu, una petita botiga on es venen algunes d'aquestes peces i a la part interior el forn de vidre on es fan les demostracions a càrrec del mestre vidrier Paco Ramos, on explica la manera com es treballa el vidre de manera artesanal, amb diverses demostracions. A la planta superior hi ha dues sales on s'exposen antigues peces de vidre de la primera meitat del segle xx, la majoria de les quals donades per vimbodinecs, així com eines utilitzades per treballar el vidre, i als estris i materials relacionats. També podem trobar plafons amb dibuixos, fotografies i mapes que expliquen la història del vidre bufat i la seva evolució en el temps.